# Provincia Meridionale (Ruanda)
La provincia Meridionale (in francese province du Sud) è una delle cinque province del Ruanda.
La provincia è stata istituita il 1º gennaio 2006, accorpando le precedenti province di Gikongoro, Gitarama e Butare.

## Geografia antropica

### Suddivisioni amministrative
La provincia è suddivisa in 8 distretti:
- Gisagara
- Huye
- Kamonyi
- Muhanga
- Nyamagabe
- Nyanza
- Nyaruguru
- Ruhango.